# 王冬 (1963年)
王冬（1963年12月—），女，中华人民共和国外交官，曾任中华人民共和国驻米兰总领事。

## 生平
1985年，进入中华人民共和国外交部工作，先后在外交部条约法律司、驻肯尼亚大使馆、常驻维也纳联合国和其他国际组织代表团任职。2006年，任全国人民代表大会外事委员会法案室副主任。2008年，任外交部香港澳门台湾事务司副司长。2015年1月，出任中华人民共和国驻米兰总领事。2017年，出任外交部驻澳门特派员公署副特派员。